# 속초시·고성군·양양군
속초시·고성군·양양군은 대한민국의 옛 국회의원 선거구이다. 당시 강원도의 속초시, 고성군, 양양군을 관할하였다.

## 역사
대한민국 제17대 국회의원 선거를 앞두고 실시된 선거구 개편 과정에서 속초시·고성군·양양군·인제군 선거구에서 분리되어 신설되었다.
대한민국 제21대 국회의원 선거를 앞두고 속초시·고성군·양양군 선거구가 인구 하한선을 밑돌게 되면서 선거구 개편이 불가피해졌다. 선거구 획정위원회가 제시한 원안에서는 6개 시군인 속초시, 철원군, 화천군, 양구군, 인제군, 고성군이 한 선거구로 묶였다. 그러나 선거구가 지나치게 방대하여 지역 대표성이 떨어지는 문제와 사실상 경기북부 생활권으로 분류되는 철원군과 영동 지방에 해당하는 속초시와 고성군이 모두 한 선거구에 묶이면서 생활권과 문화, 지역 정서 등이 일치하지 않는 문제 등이 지적되었다. 이러한 문제로 인해 속초시, 인제군, 고성군, 양양군이 속초시·인제군·고성군·양양군 선거구를 구성하게 되면서 폐지되었다.

## 역대 국회의원
| 선거   | 정당 | 정당     | 의원   |
| ------ | ---- | -------- | ------ |
| 2004년 |      | 한나라당 | 정문헌 |
| 2008년 |      | 무소속   | 송훈석 |
| 2012년 |      | 새누리당 | 정문헌 |
| 2016년 |      | 새누리당 | 이양수 |

## 역대 선거 결과

### 대한민국 제17대 국회의원 선거
|  | 35.78% |

|  | 26.26% |

|  | 21.57% |

|  | 8.82% |

|  | 7.55% |

### 대한민국 제18대 국회의원 선거
|  | 40.97% |

|  | 37.09% |

|  | 16.58% |

|  | 2.31% |

|  | 1.79% |

|  | 1.23% |

### 대한민국 제19대 국회의원 선거
|  | 48.72% |

|  | 35.57% |

|  | 13.28% |

|  | 1.35% |

|  | 1.05% |

### 대한민국 제20대 국회의원 선거
|  | 62.00% |

|  | 37.99% |

## 같이 보기
- 속초시의 국회의원
- 강원 고성군의 국회의원
- 양양군의 국회의원